# Hôtel Negresco

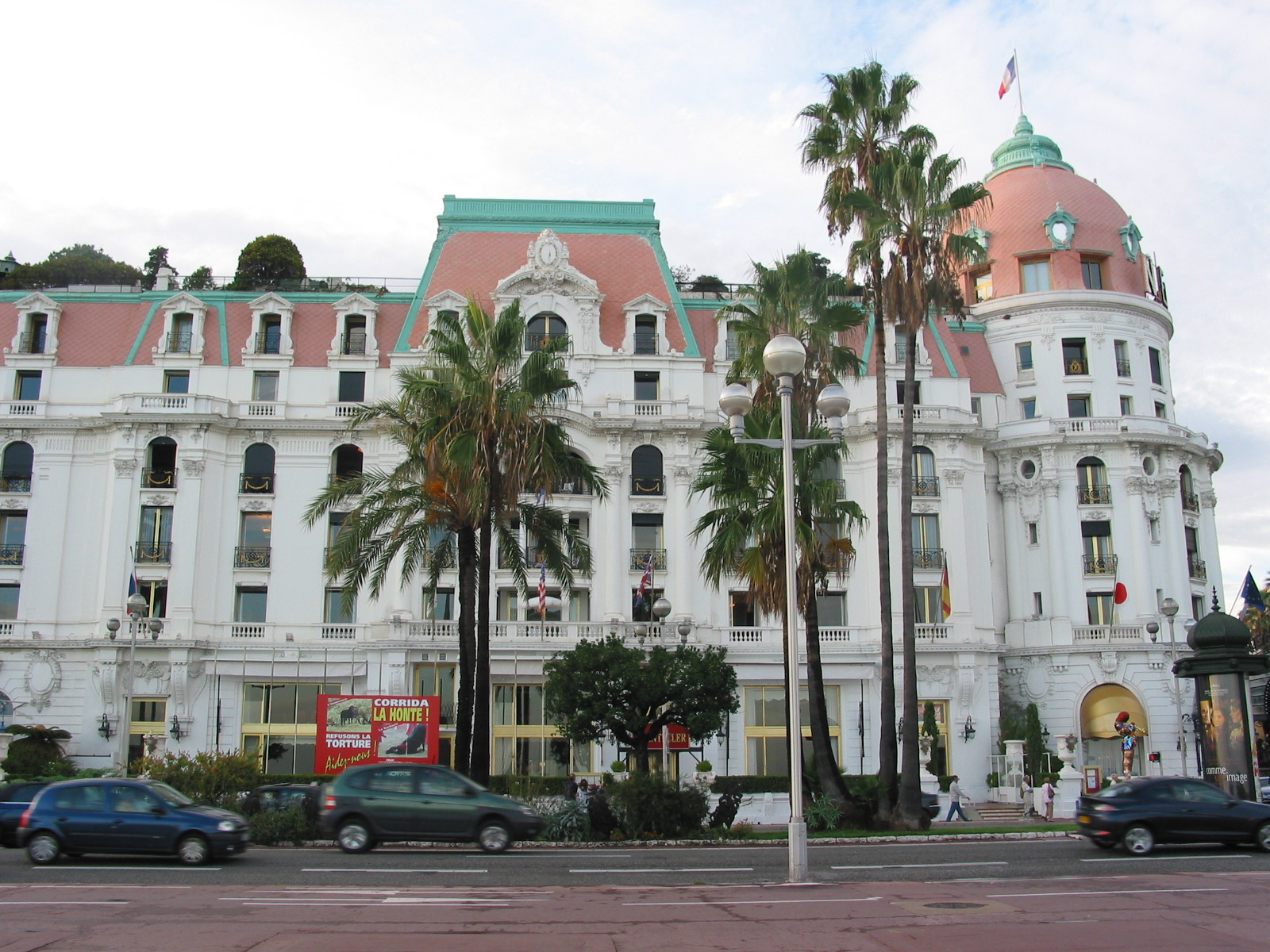
Hôtel Negresco

Hôtel Negresco är ett lyxhotell beläget vid Promenade des Anglais i centrala Nice. Hotellet uppfördes 1912 i belle époque-stil av nöjesmogulen Henri Negresco. Under åren kring andra världskriget blev hotellet rejält nedgånget, men 1957 köptes det av familjen Augier som fortfarande äger det och som fyllt hotellet med antikviteter och konstföremål.
Negresco har två restauranger, stjärnkrogen Chantecler och brasseriet La Rotonde.